# Vladislav Namestnikov
Pour les articles homonymes, voir Namestnikov.
Vladislav Ievguenievitch Namestnikov - en russe : Владислав Евгеньевич Наместников - (né le 22 novembre 1992 à Voskressensk en Russie) est un joueur professionnel russe de hockey sur glace. Il évolue au poste d'attaquant. Il est le fils de Ievgueni Namestnikov. Il est le neveu des joueurs de hockey professionnel; Viatcheslav Kozlov et Ivan Novosseltsev.

## Biographie

### Carrière en club
Formé au Khimik Voskressensk, il commence sa carrière en senior dans la Vyschaïa Liga en 2009. Il est sélectionné en vingtième position de la sélection européenne de la Ligue canadienne de hockey 2010 par les Knights de London. Il part en Amérique du Nord et débute dans la Ligue de hockey de l'Ontario. Lors du repêchage d'entrée dans la KHL 2011, il est choisi au premier tour, à la 11e place au total par le Torpedo Nijni Novgorod. Il est sélectionné au premier tour, en vingt-septième position par le Lightning de Tampa Bay au cours du repêchage d'entrée dans la LNH 2011. Il remporte la coupe J.-Ross-Robertson avec les Knights. Il passe professionnel en 2012. Il est assigné par le Lightning au Crunch de Syracuse dans la Ligue américaine de hockey. Le 14 février 2014, le russe joue son premier match dans la Ligue nationale de hockey face aux Red Wings de Détroit lors d'une victoire 4-2. Il marque sa première assistance et son premier but face aux Canadiens de Montréal le 13 octobre 2014 lors de sa septième partie dans la LNH.
Il signe un nouveau contrat de deux ans avec le Lightning durant l'été 2016.
Le 26 février 2018, il est échangé aux Rangers de New York avec Brett Howden, Libor Hajek, un choix de 1ère ronde (2018) et un choix conditionnel de 2e tour (2019) en retour de Ryan McDonagh et de J.T. Miller. Le 1er juillet 2018, il s'entend sur les termes d'un contrat de 2 ans avec les Rangers. 
Le 7 octobre 2019, il est échangé aux Sénateurs d'Ottawa en retour de Nick Ebert et d'un choix de 4e tour de repêchage en 2021. Il change à nouveau d'adresse, le 24 février 2020, alors qu'il rejoint l'Avalanche du Colorado en échange d'un choix de 4e tour en 2021.

### Carrière internationale
Il représente la Russie en sélections jeunes. Il prend part à la Super Serie Subway en 2010 et 2011.

## Statistiques

### En club
| Saison     | Équipe                 | Ligue          |     | Saison régulière | Saison régulière | Saison régulière | Saison régulière | Saison régulière |   | Séries éliminatoires | Séries éliminatoires | Séries éliminatoires | Séries éliminatoires | Séries éliminatoires |
| Saison     | Équipe                 | Ligue          | PJ  | B                | A                | Pts              | Pun              | PJ               | B | A                    | Pts                  | Pun                  |                      |                      |
| 2009-2010  | Khimik Voskressensk    | Vyschaïa Liga  | 33  | 13               | 9                | 22               | 20               |                  |   |                      |                      |                      |                      |                      |
| 2010-2011  | Knights de London      | LHO            | 68  | 30               | 38               | 68               | 49               | 6                | 1 | 4                    | 5                    | 6                    |                      |                      |
| 2011-2012  | Knights de London      | LHO            | 63  | 22               | 49               | 71               | 50               | 19               | 4 | 14                   | 18                   | 18                   |                      |                      |
| 2012       | Knights de London      | Coupe Memorial | -   | -                | -                | -                | -                | 4                | 2 | 0                    | 2                    | 4                    |                      |                      |
| 2012-2013  | Crunch de Syracuse     | LAH            | 44  | 7                | 14               | 21               | 32               | 18               | 2 | 5                    | 7                    | 10                   |                      |                      |
| 2013-2014  | Crunch de Syracuse     | LAH            | 56  | 19               | 29               | 48               | 40               | -                | - | -                    | -                    | -                    |                      |                      |
| 2013-2014  | Lightning de Tampa Bay | LNH            | 4   | 0                | 0                | 0                | 4                | -                | - | -                    | -                    | -                    |                      |                      |
| 2014-2015  | Lightning de Tampa Bay | LNH            | 43  | 9                | 7                | 16               | 13               | 12               | 0 | 1                    | 1                    | 4                    |                      |                      |
| 2014-2015  | Crunch de Syracuse     | LAH            | 34  | 14               | 21               | 35               | 12               | -                | - | -                    | -                    | -                    |                      |                      |
| 2015-2016  | Lightning de Tampa Bay | LNH            | 80  | 14               | 21               | 35               | 45               | 17               | 1 | 2                    | 3                    | 0                    |                      |                      |
| 2016-2017  | Lightning de Tampa Bay | LNH            | 74  | 10               | 18               | 28               | 31               | -                | - | -                    | -                    | -                    |                      |                      |
| 2017-2018  | Lightning de Tampa Bay | LNH            | 62  | 20               | 24               | 44               | 35               | -                | - | -                    | -                    | -                    |                      |                      |
| 2017-2018  | Rangers de New York    | LNH            | 19  | 2                | 2                | 4                | 10               | -                | - | -                    | -                    | -                    |                      |                      |
| 2018-2019  | Rangers de New York    | LNH            | 78  | 11               | 20               | 31               | 44               | -                | - | -                    | -                    | -                    |                      |                      |
| 2019-2020  | Rangers de New York    | LNH            | 2   | 0                | 0                | 0                | 2                | -                | - | -                    | -                    | -                    |                      |                      |
| 2019-2020  | Sénateurs d'Ottawa     | LNH            | 54  | 13               | 12               | 25               | 35               | -                | - | -                    | -                    | -                    |                      |                      |
| 2019-2020  | Avalanche du Colorado  | LNH            | 9   | 4                | 2                | 6                | 8                | 12               | 4 | 1                    | 5                    | 4                    |                      |                      |
| 2020-2021  | Red Wings de Détroit   | LNH            | 53  | 8                | 9                | 17               | 24               | -                | - | -                    | -                    | -                    |                      |                      |
| 2021-2022  | Red Wings de Détroit   | LNH            | 60  | 13               | 12               | 25               | 34               | -                | - | -                    | -                    | -                    |                      |                      |
| 2021-2022  | Stars de Dallas        | LNH            | 15  | 3                | 2                | 5                | 11               | 7                | 1 | 1                    | 2                    | 16                   |                      |                      |
| 2022-2023  | Lightning de Tampa Bay | LNH            | 57  | 6                | 9                | 15               | 19               | -                | - | -                    | -                    | -                    |                      |                      |
| 2022-2023  | Jets de Winnipeg       | LNH            | 20  | 2                | 8                | 10               | 16               | 5                | 0 | 2                    | 2                    | 2                    |                      |                      |
| 2023-2024  | Jets de Winnipeg       | LNH            | 78  | 11               | 26               | 37               | 37               | 4                | 1 | 0                    | 1                    | 2                    |                      |                      |
| Totaux LNH | Totaux LNH             | Totaux LNH     | 708 | 126              | 172              | 298              | 368              | 57               | 7 | 7                    | 14                   | 28                   |                      |                      |

### En équipe nationale
| Année | Équipe          | Compétition                          |    | PJ | B | A | Pts | Pun | +/-                    |  | Résultats |
| 2010  | Russie - 18 ans | Championnat du monde moins de 18 ans | 7  | 5  | 2 | 7 | 4   | +5  | 4e place               |  |           |
| 2016  | Russie          | Coupe du monde                       | 3  | 1  | 0 | 1 | 0   | +1  | Défaite en demi-finale |  |           |
| 2017  | Russie          | Championnat du monde                 | 10 | 3  | 3 | 6 | 8   | +7  | Médaille de bronze     |  |           |